# Burney-Relief

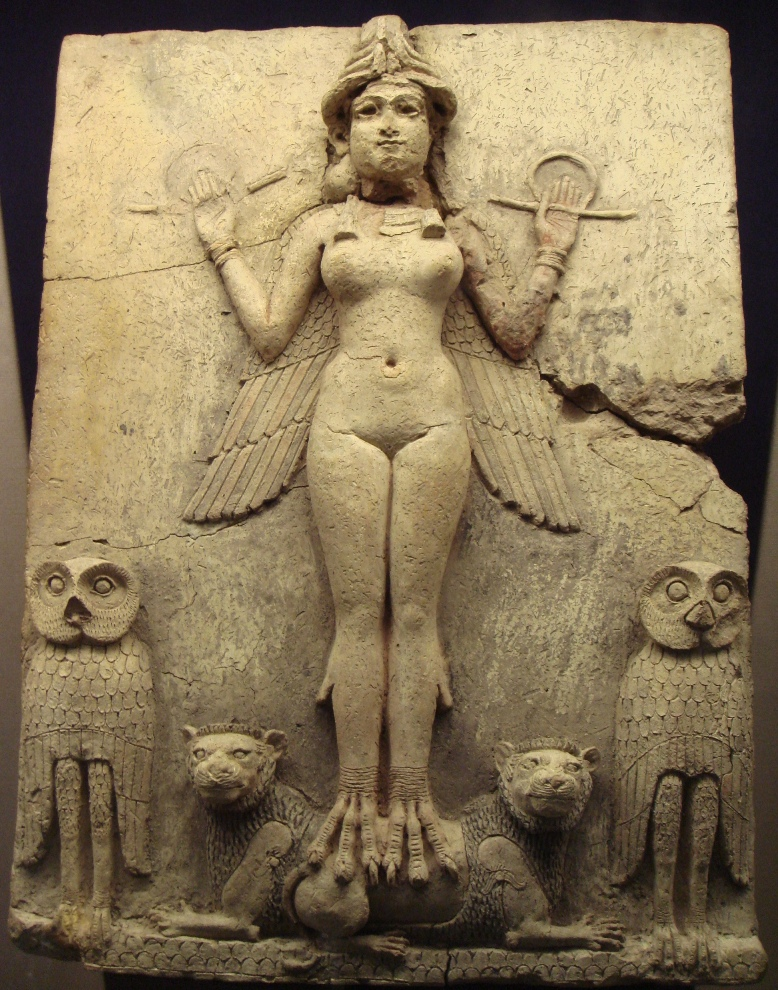
Das Burney-Relief

Das Burney-Relief, auch Königin-der-Nacht-Relief genannt, ist ein Terrakottarelief aus der Isin-Larsa-Zeit oder aus altbabylonischer Zeit. Es zeigt eine geflügelte, nackte, weibliche, anthropomorphe Figur mit Vogelkrallen, die von Eulen flankiert und von Löwen getragen wird – offensichtlich eine Gottheit.
Das Relief stammt aus dem südlichen Irak, da es jedoch im Kunsthandel erworben wurde, ist seine exakte Herkunft nicht geklärt. Das Relief kam 1924 nach England und wurde 1936 erstmals publiziert. Den Namen „Burney-Relief“ trägt es nach dem damaligen Besitzer Sir Sydney Bernard Burney. 2003 wurde das Relief vom British Museum in London erworben (Inv. ME 2003.07-18.1). Nachdem seine Authentizität mehrmals in Frage gestellt worden war, führte das British Museum Thermolumineszenzdatierungen durch, die seine Echtheit bestätigten. Welche Gottheit auf dem Relief dargestellt ist, wird bis heute diskutiert. In Frage kommen neben Ištar auch deren Schwester Ereškigal; Henri Frankfort interpretierte die Göttin mit einem Hinweis auf das Gilgamesch-Epos als Lilith.